# Kavallerie-Trilogie
Als Kavallerie-Trilogie (cavalry trilogy) werden drei Western des Regisseurs John Ford bezeichnet, welche zwischen 1948 und 1950 erschienen.
Inhaltlich knüpfen die drei Westernfilme nicht direkt aneinander an, doch sie alle spielen einige Jahre nach dem Ende des Sezessionskrieges in einer Kavallerieeinheit der U.S. Army. Es werden der Alltag und auch das Privatleben der Soldaten in der Kavallerie gezeigt sowie Kämpfe mit den Indianern. Auch das wichtigste Personal ist bei allen drei Filmen dasselbe: John Ford als Regisseur, Merian C. Cooper als Produzent sowie John Wayne als Hauptdarsteller. In allen drei Filmen spielt Victor McLaglen jeweils einen Unteroffizier, wobei sich der Dienstgrad von Film zu Film von Sergeant über First Sergeant bis schließlich Sergeant Major steigert. Ebenfalls basieren alle drei Filme literarisch auf Erzählungen des damals bekannten Westernautors James Warner Bellah, die aber zum Teil nur lose adaptiert wurden.

## Filme
- 1948: Bis zum letzten Mann (Fort Apache)
- 1949: Der Teufelshauptmann (She Wore a Yellow Ribbon)
- 1950: Rio Grande